# Notidobia ciliaris
Notidobia ciliaris là một loài Trichoptera trong họ Sericostomatidae. Chúng phân bố ở miền Cổ bắc.

## Hình ảnh

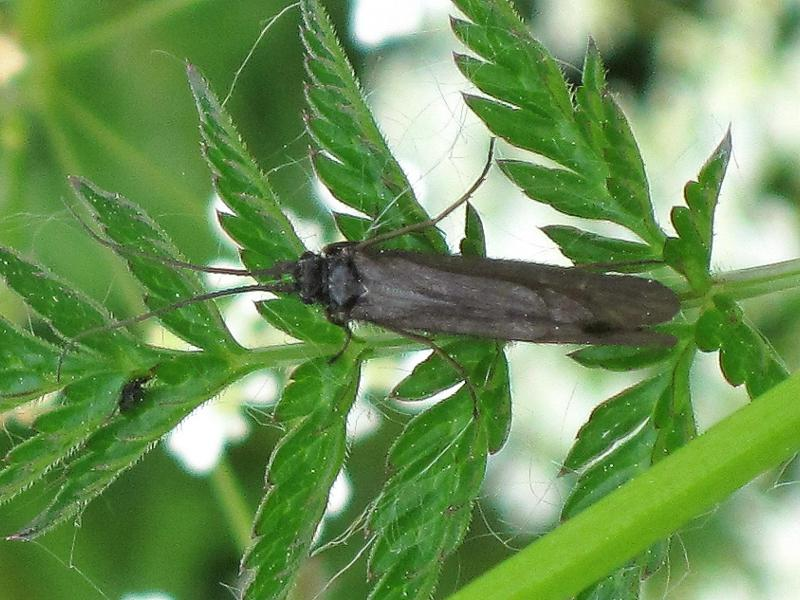
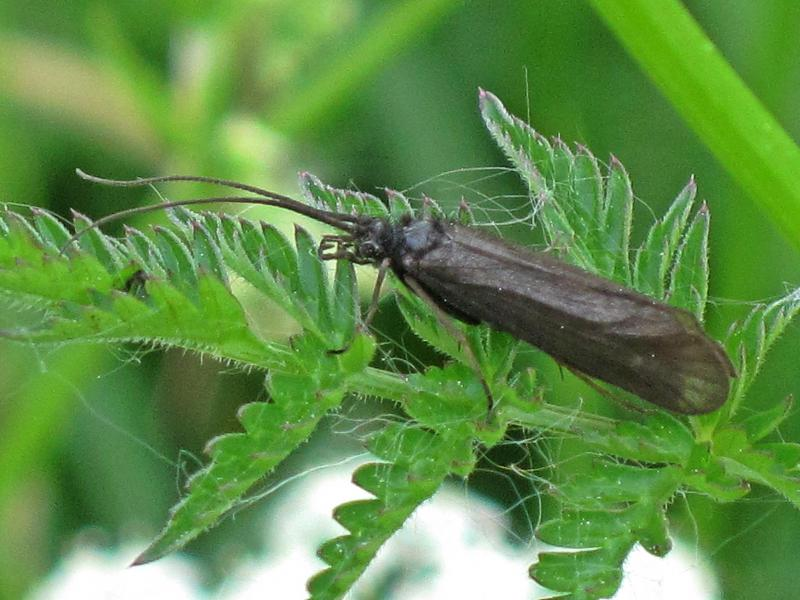